# Valentina Artémieva
Valentina Yevguénievna Artémieva (en ruso: Валентина Евгеньевна Артемьева; Petropávlovsk-Kamchatski, URSS, 8 de diciembre de 1986) es una deportista rusa que compitió en natación (estilo braza) y natación con aletas.
Ganó seis medallas en el Campeonato Europeo de Natación en Piscina Corta entre los años 2008 y 2011.
Además, en natación con aletas consiguió una medalla de plata en los Juegos Mundiales de 2005.

## Palmarés internacional
| Campeonato Europeo en Piscina Corta | Campeonato Europeo en Piscina Corta | Campeonato Europeo en Piscina Corta | Campeonato Europeo en Piscina Corta |
| Año                                 | Lugar                               | Medalla                             | Prueba                              |
| ----------------------------------- | ----------------------------------- | ----------------------------------- | ----------------------------------- |
| 2008                                | Rijeka (Croacia)                    | Medalla de oro                      | 50 m braza                          |
| 2008                                | Rijeka (Croacia)                    | Medalla de oro                      | 100 m braza                         |
| 2010                                | Eindhoven (Países Bajos)            | Medalla de bronce                   | 50 m braza                          |
| 2011                                | Szczecin (Polonia)                  | Medalla de oro                      | 50 m braza                          |
| 2011                                | Szczecin (Polonia)                  | Medalla de oro                      | 100 m braza                         |
| 2011                                | Szczecin (Polonia)                  | Medalla de plata                    | 4 × 50 m estilos                    |